# Особисте життя кота
Особисте життя кота (англ. The Private Life of a Cat) - чорно-білий експериментальний документальний фільм 1947 року Александра Хакеншміда та Майї Дерен.

## Сюжет
Фільм повністю німий і знятий з рівня котячих очей; "Він", цілком білий короткошерстий кіт-самець, доглядає за "Нею", більш пухнастою самкою. Через два місяці вони знаходять місце "для сім'ї", а незабаром у матері починаються пологи. У фільмі наочно показано, як кошенята з'являються на світ без допомоги людських рук, а потім їх вигодовує і миє мати. Кошенята ростуть, а коти-батьки вільно блукають квартирою своїх господарів (Хамміда і Дерена). Кошенята вчаться ходити і стають більш активними, граючись одне з одним і дряпаючи різні меблі. Фільм закінчується тією ж сценою, що й на початку, де "Він" залицяється до "Вона".

## Критика
Top Documentary Films оцінив "Особисте життя кота" на 7,70/10 зірок, зазначивши, що він "дуже зворушливий", і що він "чудово знятий і виконаний. З субтитрами, без діалогів і освіжаючою відсутністю людей на екрані". Dangerous Minds написав: "Цей прекрасний німий фільм 1944 року від подружжя Майї Дерен і Александра Гамміда є, можливо, єдиним доказом того, що коти є справжнім джерелом творчості".